# Harmonische analyse
Harmonische analyse is een tak van de wiskunde die zich bezighoudt met het onderzoeken van de verbanden tussen een functie en de representatie ervan in frequentie. De frequentierepresentatie wordt gevonden door de fouriertransformatie te gebruiken voor functies op de echte lijn of door fourierreeksen voor periodieke functies. Het veralgemenen van deze transformaties naar andere domeinen wordt over het algemeen fourieranalyse genoemd, hoewel de term soms door elkaar wordt gebruikt met harmonische analyse. Harmonische analyse is een uitgebreid onderwerp geworden met toepassingen op uiteenlopende gebieden, zoals getaltheorie, representatietheorie, signaalverwerking, kwantummechanica, getijdenanalyse en neurowetenschappen.
De term "harmonisch" is ontstaan als het Oudgriekse woord harmonikos, wat "bedreven in muziek" betekent. Bij fysieke eigenwaardeproblemen begon het golven te betekenen waarvan de frequenties gehele veelvouden van elkaar zijn, evenals de frequenties van de harmonischen van muzieknoten. Toch is de term veralgemeend buiten zijn oorspronkelijke betekenis.
De klassieke fouriertransformatie op Rn is nog steeds een gebied van lopend onderzoek, vooral met betrekking tot fouriertransformatie op meer algemene objecten zoals getemperde distributies. Als we bijvoorbeeld enkele eisen stellen aan een distributie f, kunnen we proberen deze eisen te vertalen in de fouriertransformatie van f. De stelling van Paley-Wiener is een voorbeeld. De stelling van Paley-Wiener impliceert onmiddellijk dat als f een niet-nuldistributie met een compacte drager is, de fouriertransformatie nooit compact wordt gedragen (dat wil zeggen, als een signaal beperkt is in één domein, is het onbeperkt in de andere). Dit is een elementaire vorm van een onzekerheidsprincipe in een harmonische analyseomgeving.
Fourierreeksen kunnen gemakkelijk worden bestudeerd in de context van hilbertruimten, die een verband leggen tussen harmonische analyse en functionaalanalyse. Er zijn vier versies van de fouriertransformatie, afhankelijk van de ruimtes die door de transformatie worden gebruikt:
- discreet/periodiek–discreet/periodiek: discrete fouriertransformatie,
- continu/periodiek–discreet/aperiodiek: fourierreeks,
- discreet/aperiodisch–continu/periodiek: fouriertransformatie in discrete tijd,
- continu/aperiodisch–continu/aperiodisch: fouriertransformatie.

## Abstracte harmonische analyse
Een van de modernste takken van harmonische analyse, die zijn oorsprong vindt in het midden van de 20e eeuw, is de analyse van topologische groepen. De belangrijkste motiverende ideeën zijn de verschillende fouriertransformaties, die kunnen worden gegeneraliseerd naar een transformatie van functies die zijn gedefinieerd op lokaal compacte topologische hausdorff-groepen.
De theorie voor abelse lokaal compacte groepen wordt pontryagin-dualiteit genoemd.
Harmonische analyse bestudeert de eigenschappen van die dualiteit.
Harmonische analyse hangt nauw samen met de theorie van unitaire groepsrepresentaties voor algemene niet-abelse lokaal compacte groepen. Voor compacte groepen legt de stelling van Peter-Weyl uit hoe men harmonischen kan verkrijgen door één onherleidbare representatie te kiezen uit elke equivalentieklasse van representaties. Deze keuze van harmonischen bezit enkele van de waardevolle eigenschappen van de klassieke fouriertransformatie in termen van het overdragen van convoluties naar puntsgewijze producten of anderszins blijk geven van een zeker begrip van de onderliggende groepsstructuur.
Als de groep noch abels noch compact is, is er momenteel geen algemene bevredigende theorie bekend ("bevredigend" betekent minstens zo sterk als de stelling van Plancherel). Er zijn echter veel specifieke gevallen geanalyseerd, bijvoorbeeld de speciale lineaire groep. In dit geval spelen groepsrepresentatie in oneindige dimensies een cruciale rol.

## Andere takken
- Studie van de eigenwaarden en eigenvectoren van de laplace-operator op domeinen, variëteiten en (in mindere mate) grafen wordt ook beschouwd als een tak van harmonische analyse.
- Harmonische analyse van euclidische ruimtes behandelt eigenschappen van de fouriertransformatie op R n die geen analogon hebben voor algemene groepen. Bijvoorbeeld het feit dat de fouriertransformatie rotatie-invariant is. Het ontbinden van de fouriertransformatie in zijn radiale en sferische componenten leidt tot onderwerpen als besselfuncties en sferische harmonischen.
- Harmonische analyse van buisdomeinen houdt zich bezig met het generaliseren van eigenschappen van hardy-ruimten naar hogere dimensies.

## Toegepaste harmonische analyse

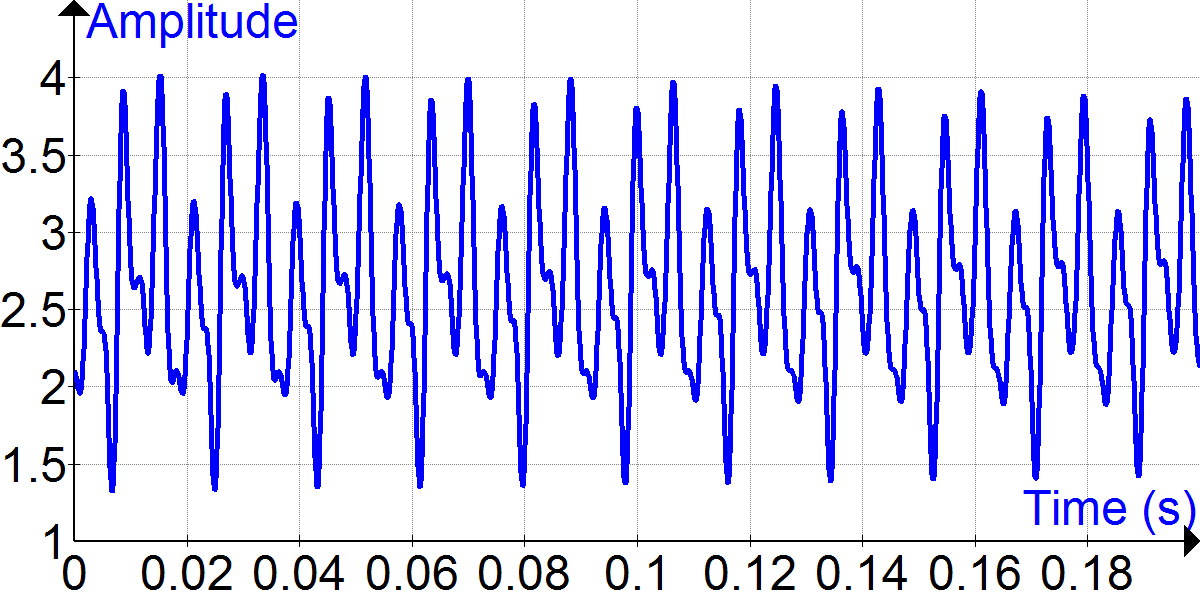
Basgitaartijdsignaal van open-snaar A-noot (55 Hz)

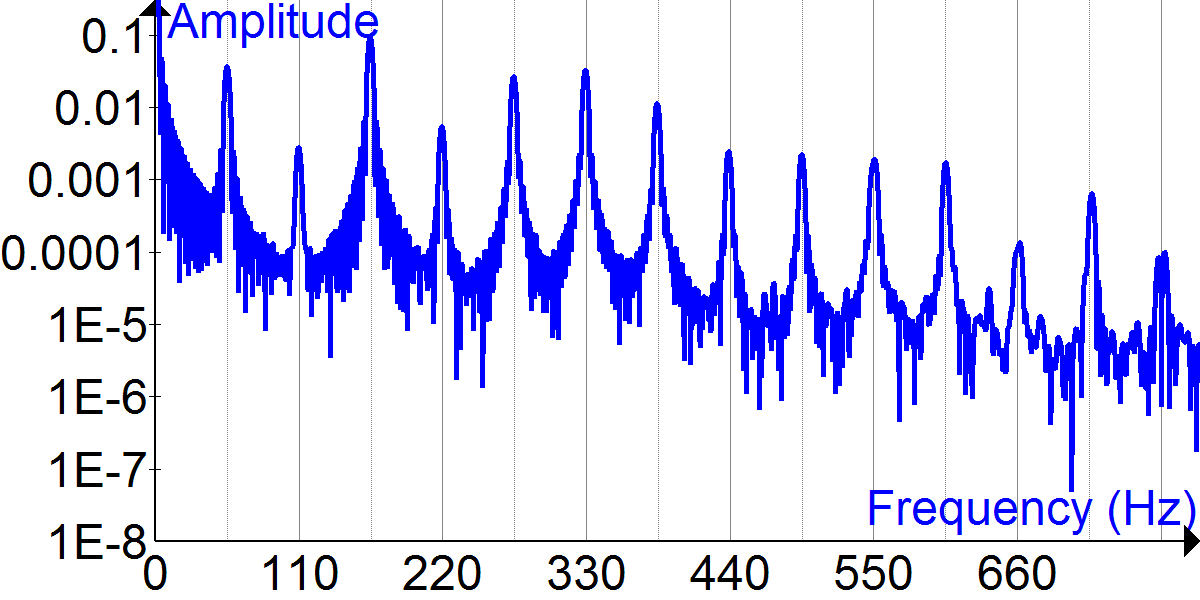
Fourier-transformatie van basgitaartijdsignaal van open-snaar A-noot (55 Hz)

Veel toepassingen van de harmonische analyse in de wetenschap en techniek beginnen met de hypothese dat een fenomeen of signaal is samengesteld uit een som van individuele oscillerende componenten. Trillende snaren is een eenvoudig voorbeeld.
Bij een onderzoek naar trillende snaren is het gebruikelijk dat de experimentator een geluidsgolfvorm verkrijgt die wordt bemonsterd met een snelheid die minstens tweemaal zo hoog is als de hoogste verwachte frequentie en gedurende een tijdsduur die vele malen groter is dan de periode van de laagst verwachte frequentie.
Het bovenste signaal aan de rechterkant is bijvoorbeeld een geluidsgolfvorm van een basgitaar die een open snaar bespeelt die overeenkomt met een A-noot met een grondfrequentie van 55. Hz. De golfvorm lijkt oscillerend, maar is complexer dan een eenvoudige sinusgolf, wat wijst op de aanwezigheid van extra golven. De verschillende golfcomponenten die bijdragen aan het geluid kunnen worden onthuld door een wiskundige analysetechniek toe te passen die bekend staat als de fouriertransformatie, weergegeven in de onderste figuur. Er is een opvallende piek bij 55 Hz, maar andere pieken bij 110 Hz, 165 Hz, en bij andere frequenties die overeenkomen met gehele veelvouden van 55 Hz. In dit geval 55 Hz wordt geïdentificeerd als de fundamentele frequentie van de snaartrilling, en de gehele veelvouden staan bekend als harmonischen.